# Șeulia de Mureș, Mureș

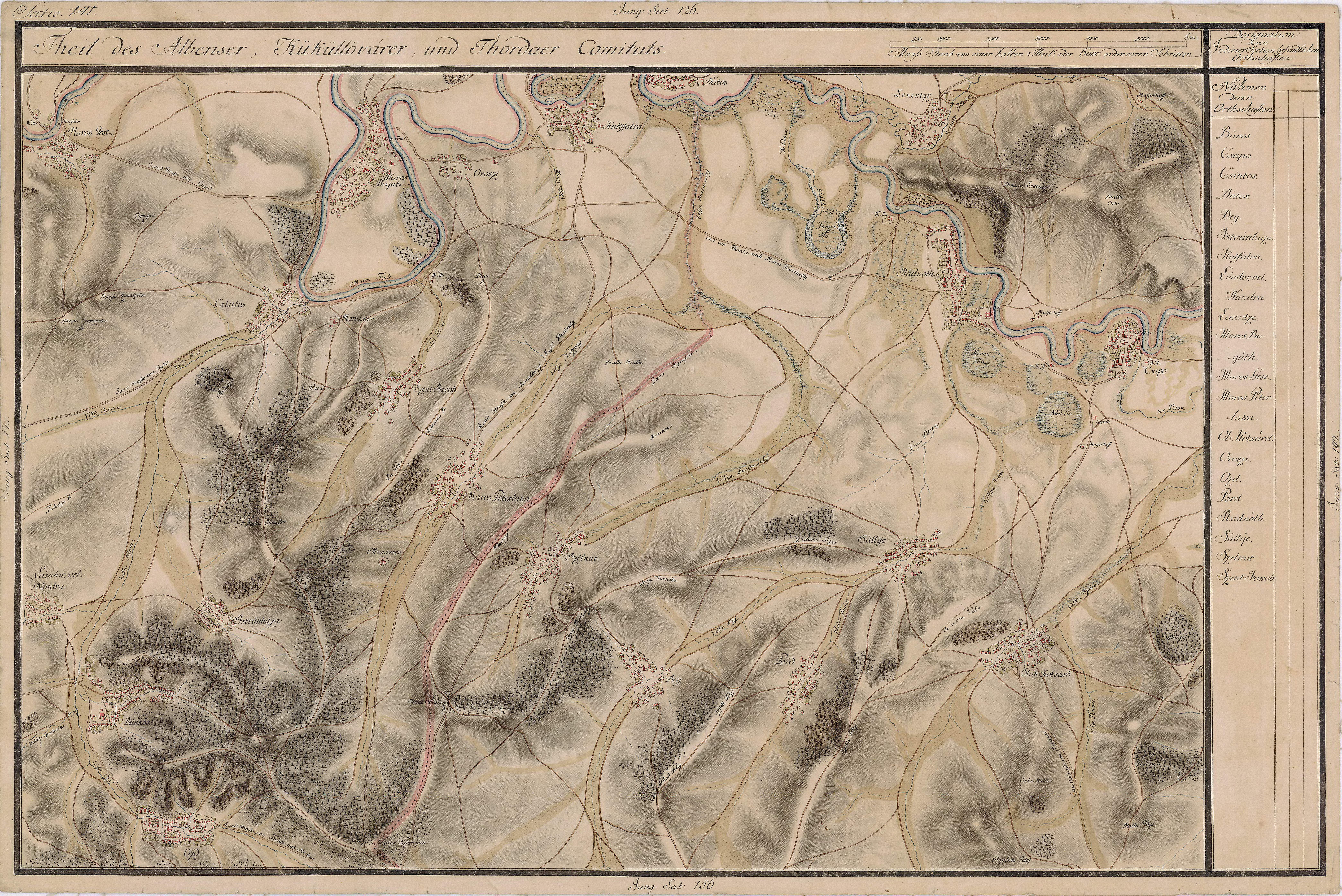
Șeulia de Mureș în Harta Iosefină a Transilvaniei, 1769-1773

Șeulia de Mureș este un sat în comuna Cucerdea din județul Mureș, Transilvania, România.
Șeulia de Mureș face legătura între drumul național și satul Bord, aflat la 4 km de Șeulia de Mureș. Apa curgătoare care trece prin acest sat se numește Valea Șeuliei. Loc odinioară de scăldat și pescuit, acum zace aproape secată și plină de gunoaie. În Șeulia de Mureș există o școală cu 6 săli de clasă.

## Istoric
Prima atestare documentară a satului este din 1379.

## Obiectiv memorial
Groapa comună a Eroilor din Al Doilea Război Mondial este amplasată în curtea bisericii ortodoxe din localitate. A fost amenajată în anul 1944 și are o suprafață de 96 mp. În această groapă sunt înhumați 47 militari cunoscuți și 4 militari necunoscuți.

## Tradiții
O tradiție specifică acestui sat are loc în fiecare an în Duminica Paștelui și se numește "Udatul țiganilor". Se adună tot satul în locul numit "Groapa", iar o anumită persoană este responsabilă cu adunatul rromilor. În acest loc, rromii fug după români, iar cei care sunt prinși trebuie să plătească o anumită sumă de bani. Între timp, românii scot apă cu găleata dintr-o fântână și aruncă pe rromi.
O altă tradiție, tot de Paște, o reprezintă partida de fotbal dintre cei necăsătoriți și cei căsătoriți, a căror învingători câștigă o ladă de bere.

## Populație
Conform Recensământului din anul 2022 populația localității era de 544 locuitori. Etnia localnicilor este formată în majoritate de români. 

## Galerie de imagini

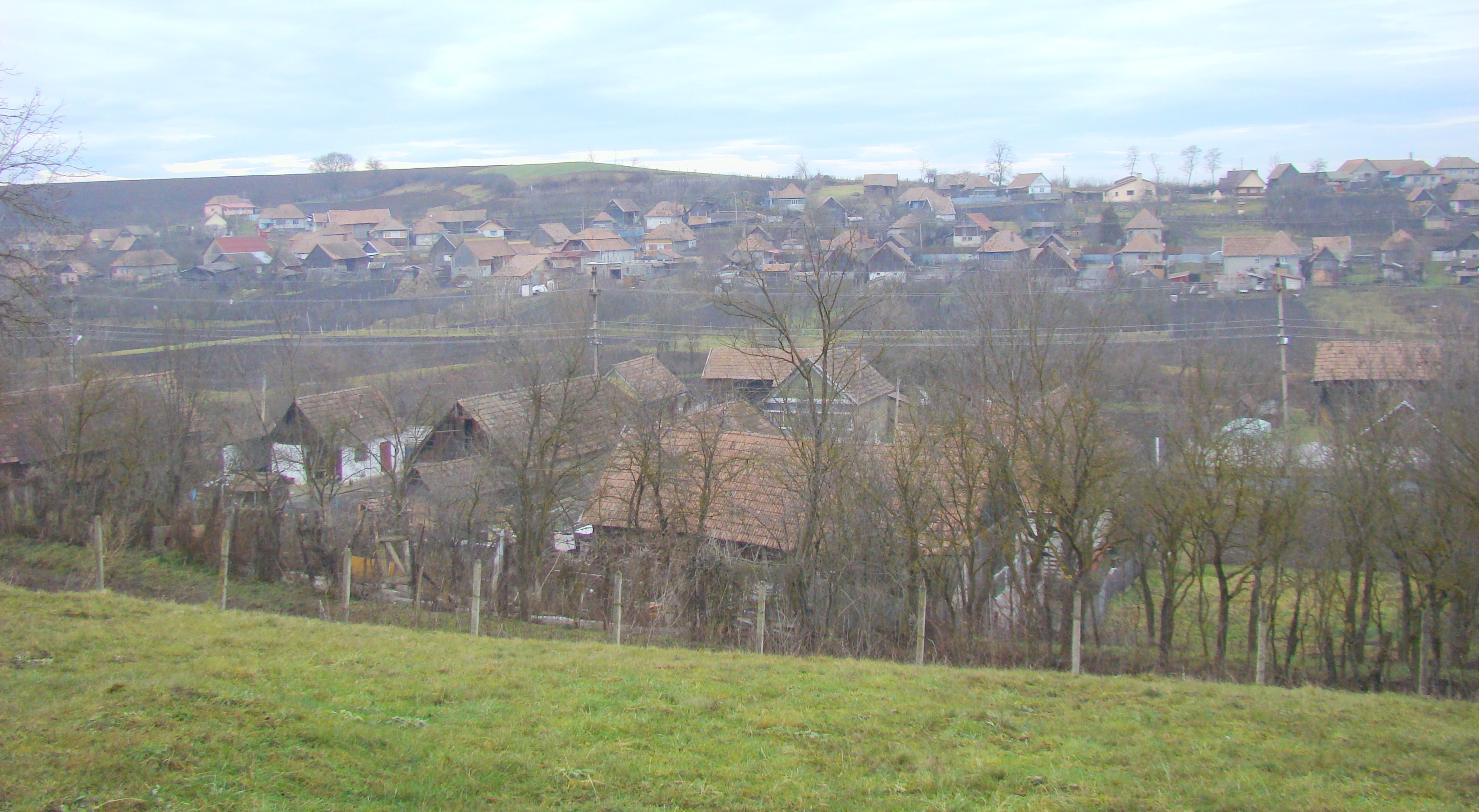
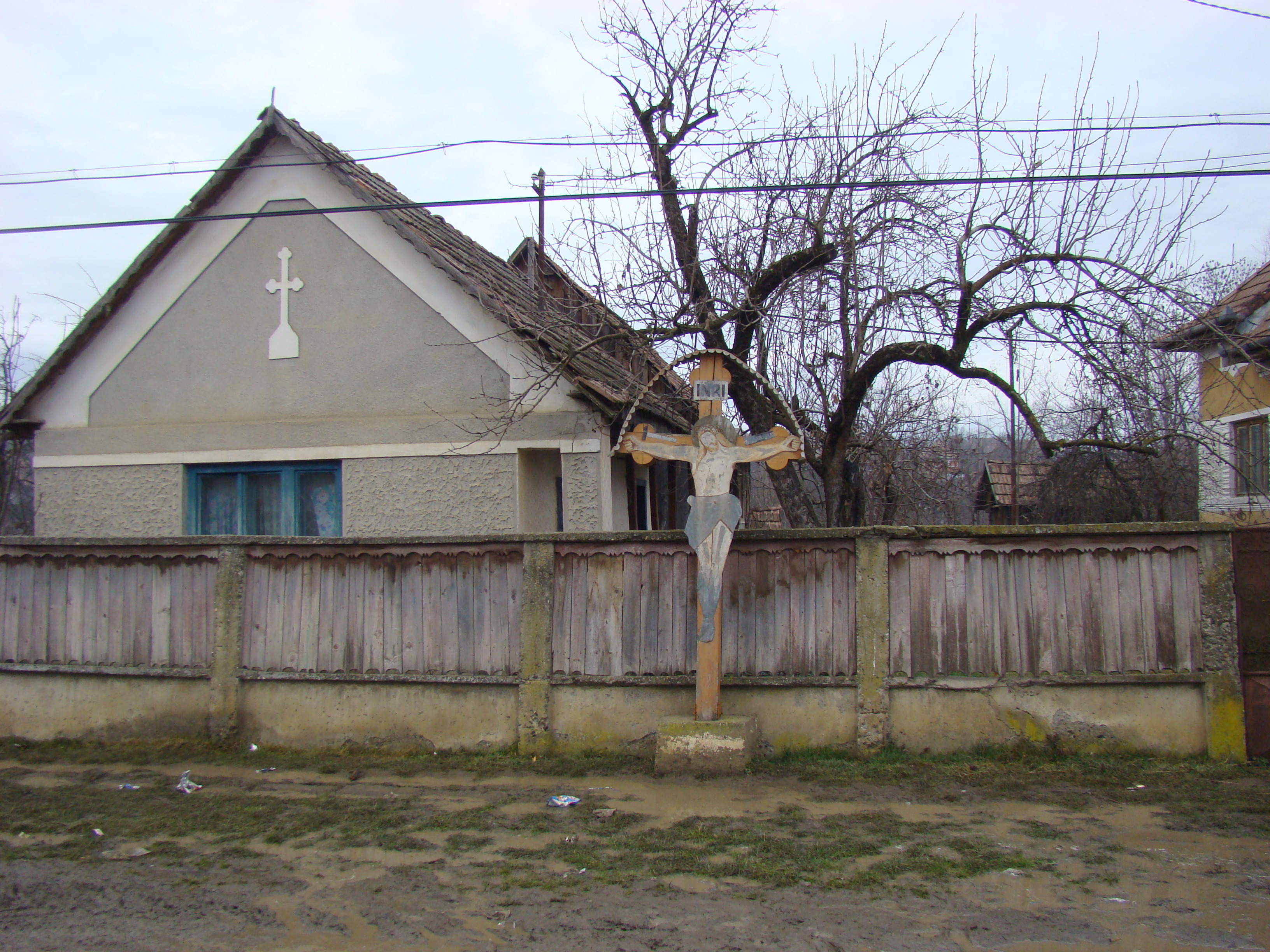
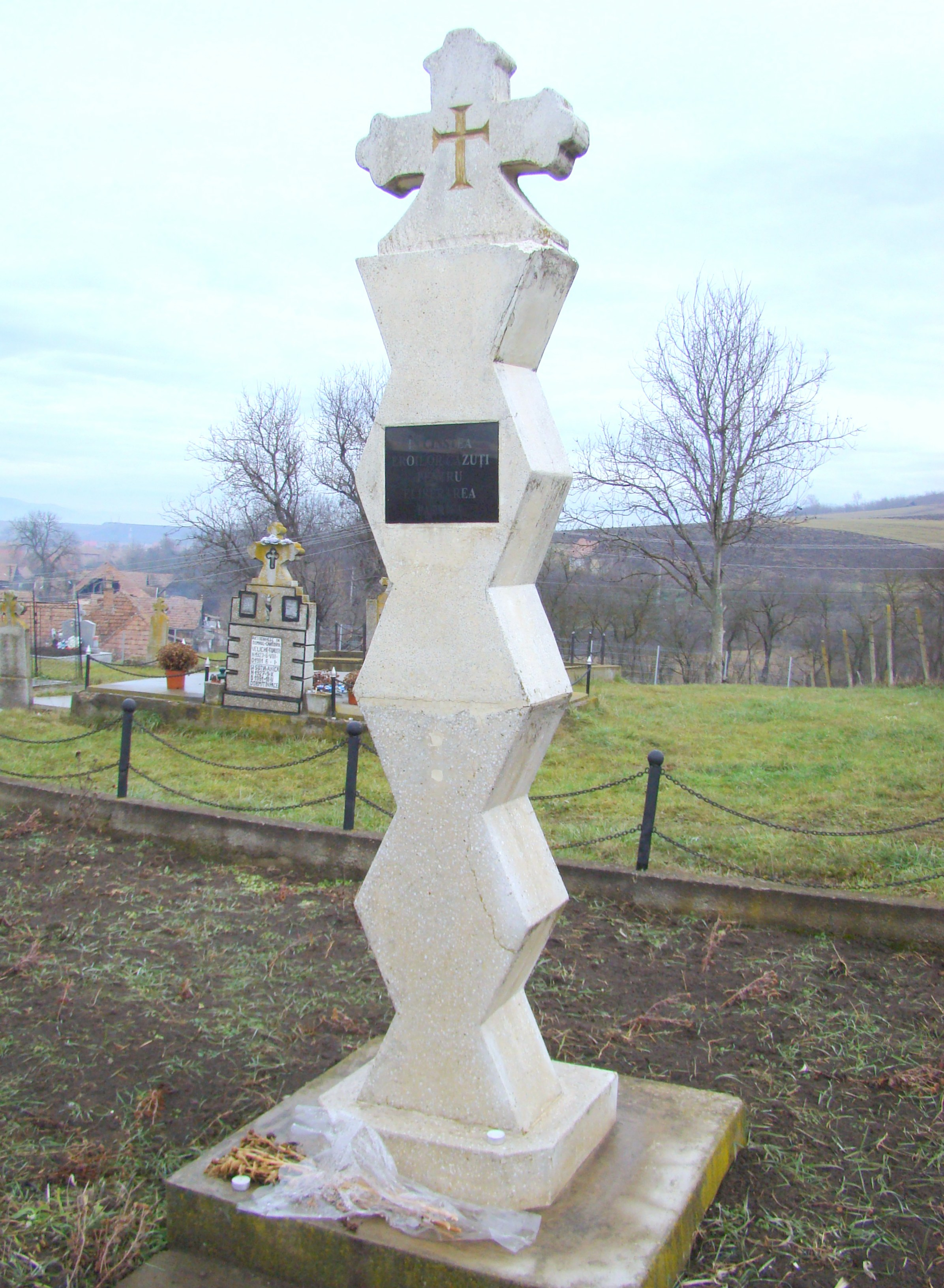
Monumentul Eroilor
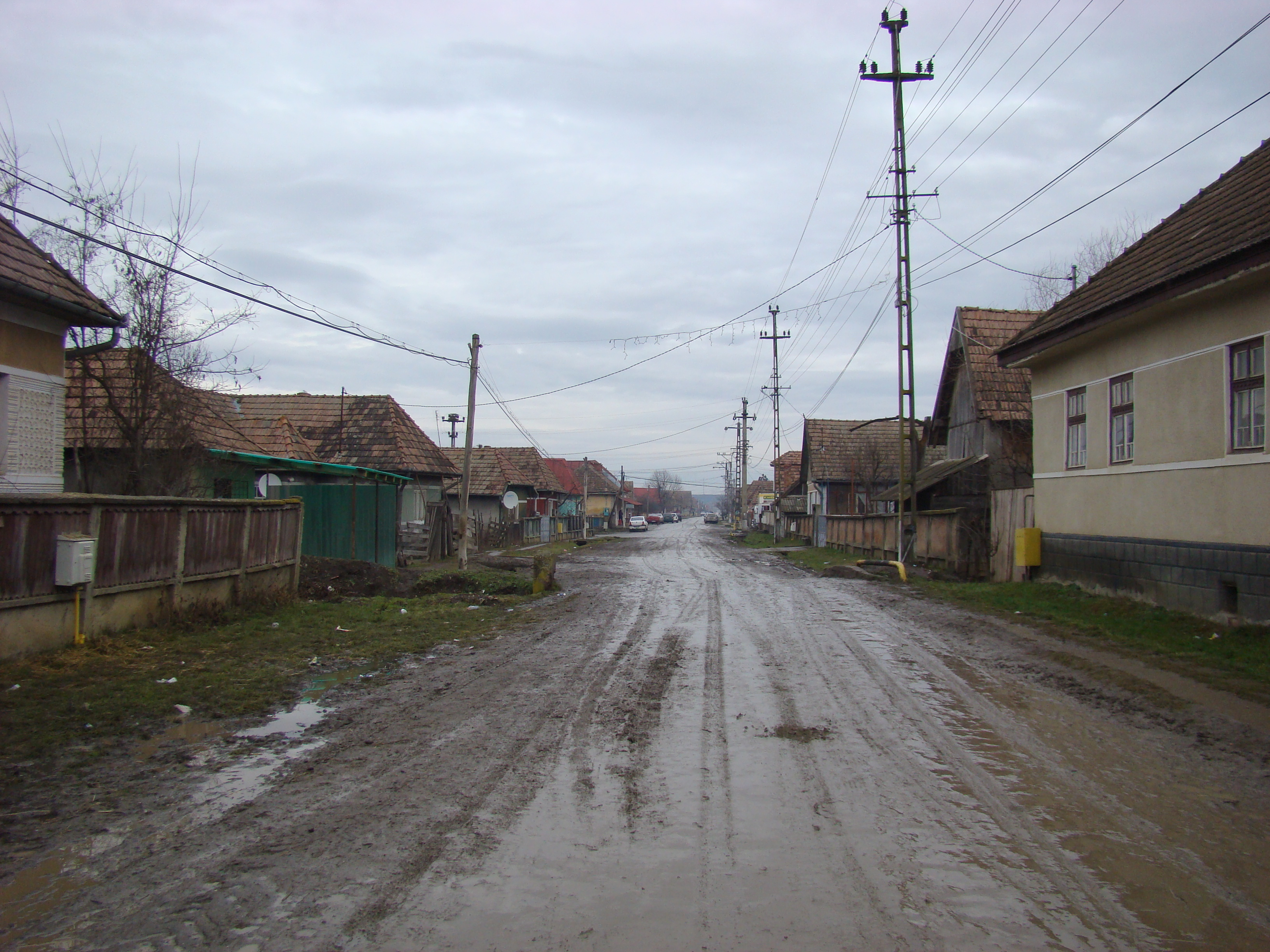
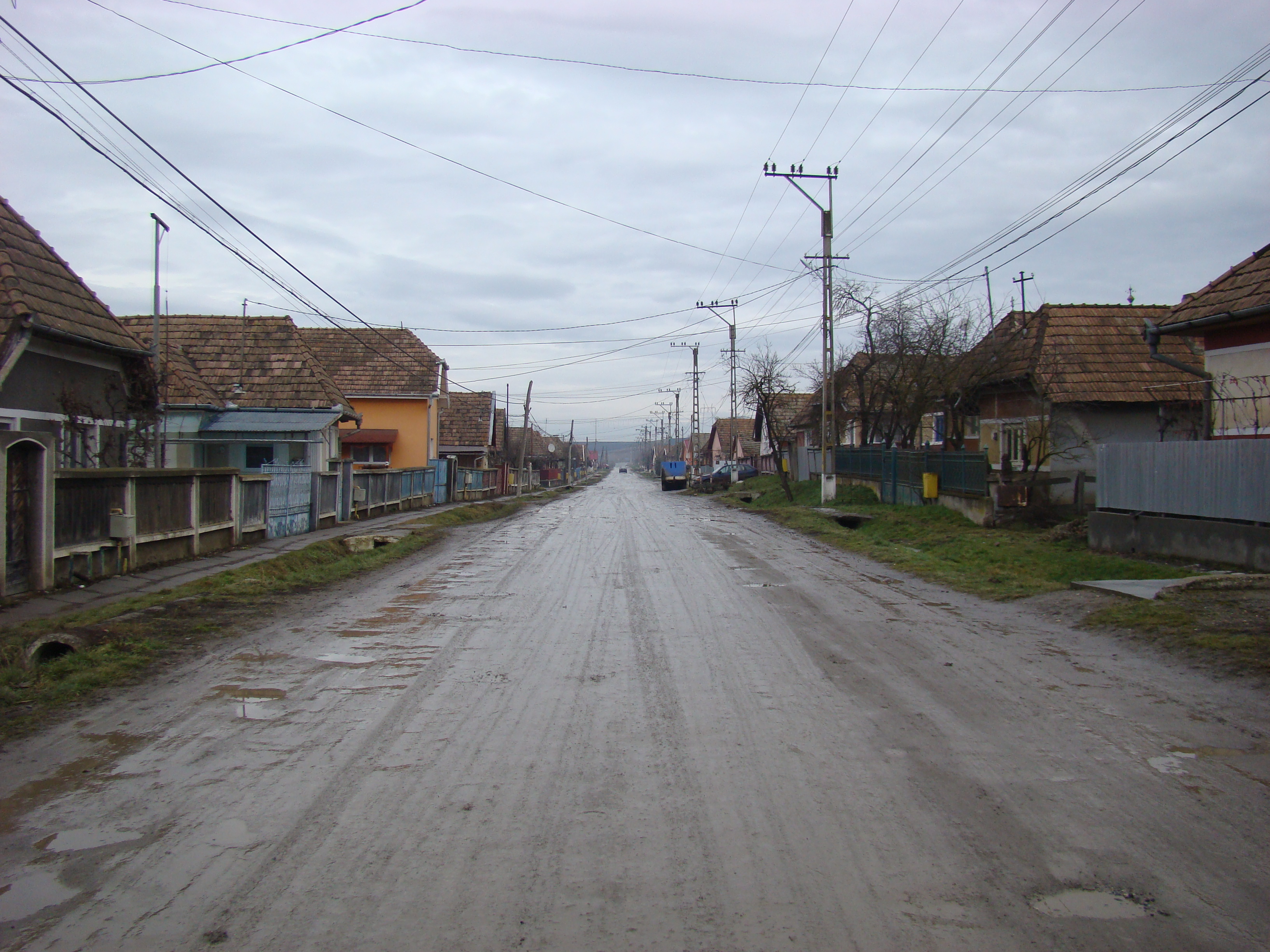
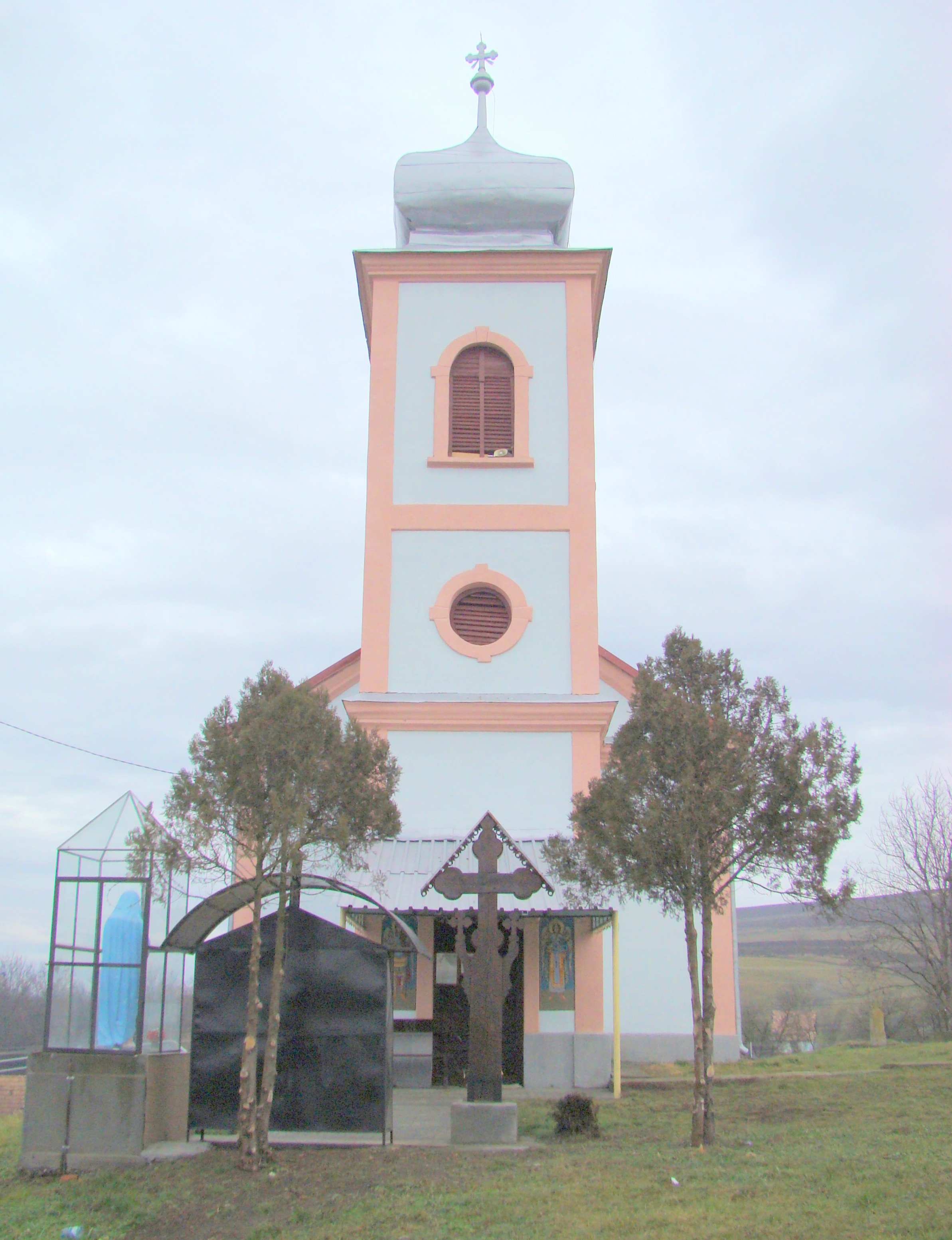
Biserica ortodoxă „Sfinții Arhangheli Mihail și Gavriil” (1911)
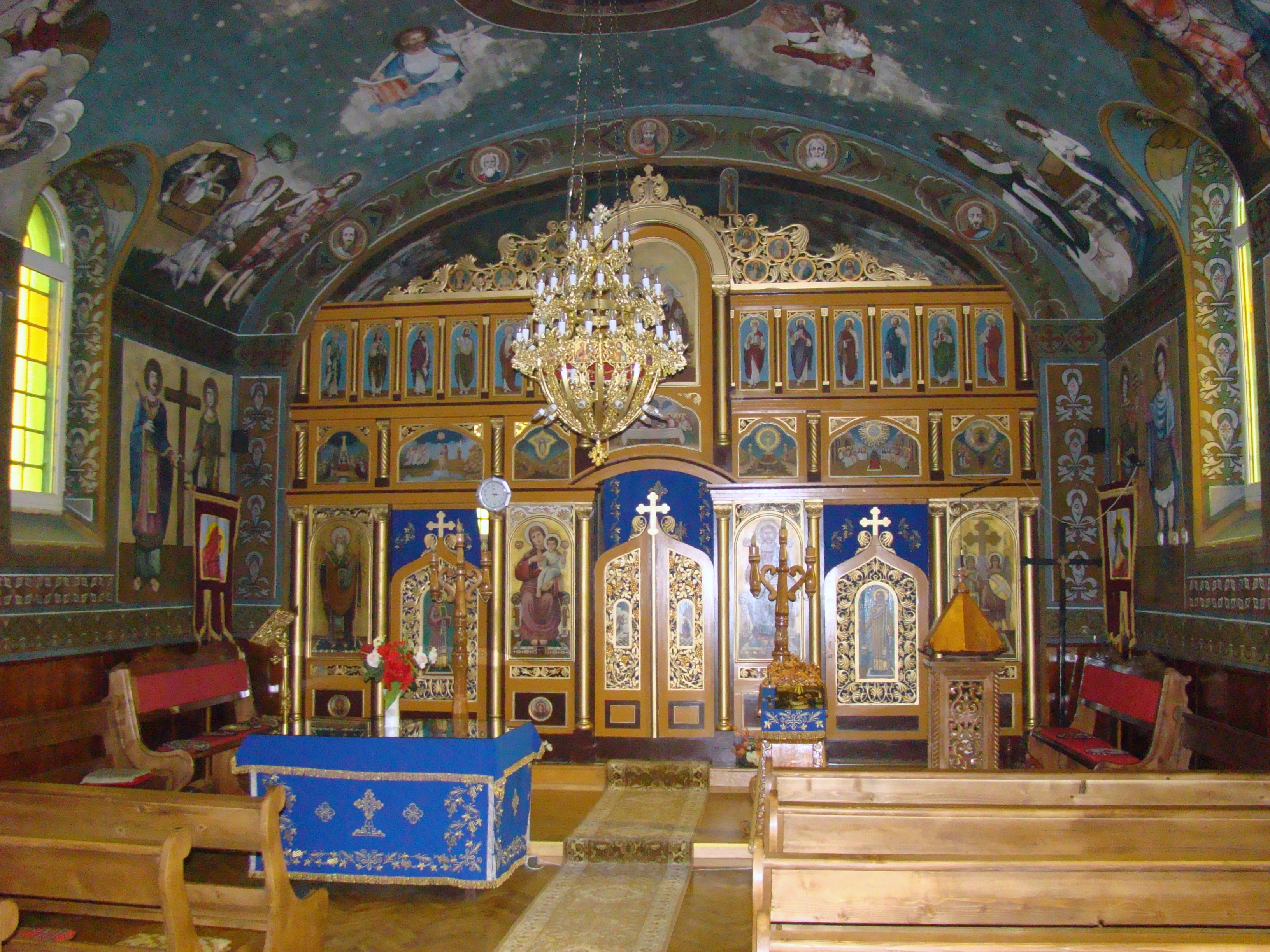
Iconostasul din lemn executat de meșterul Antoniu Zeler din Blaj în anul 1931
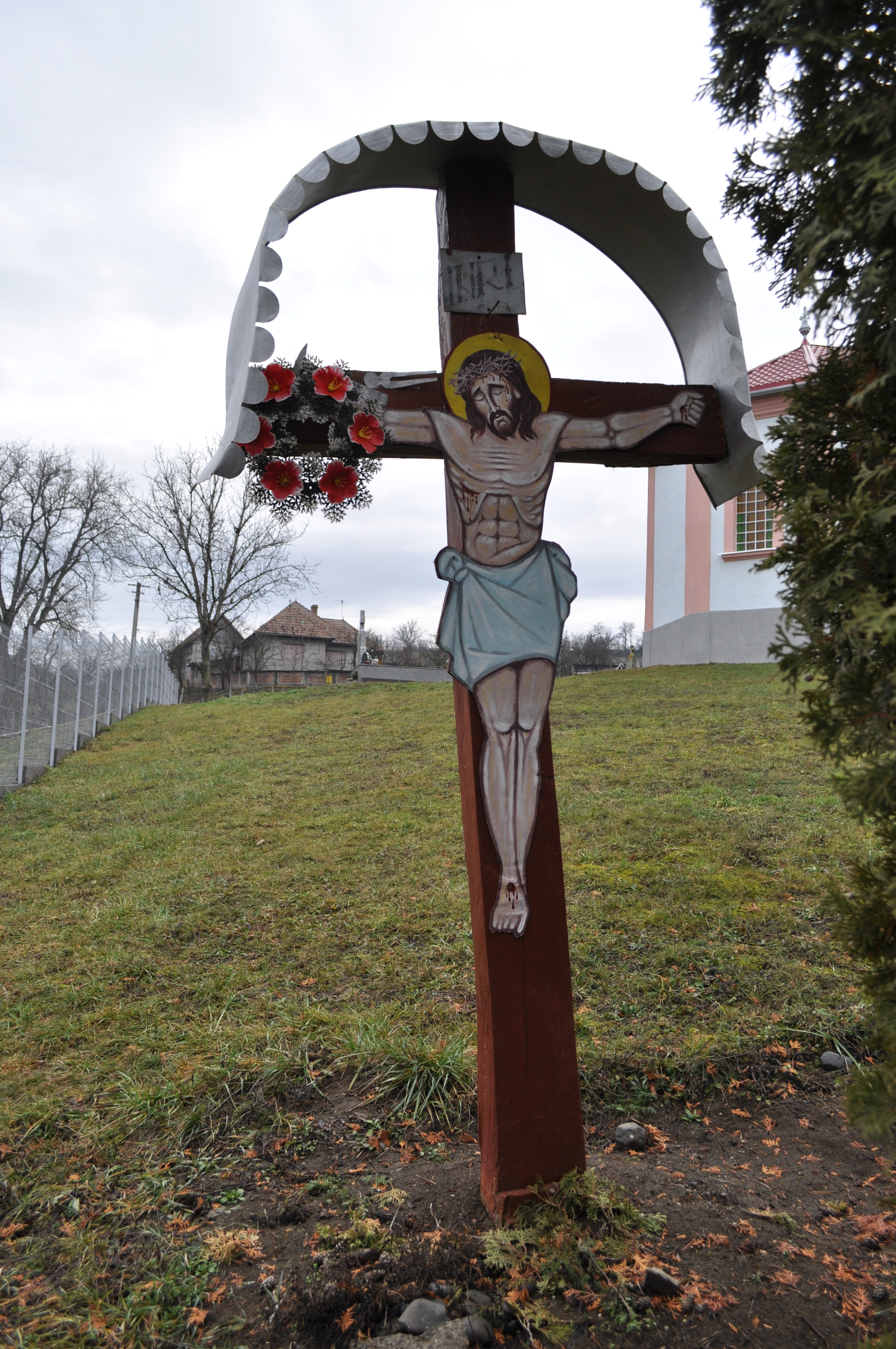

1. ↑  Coriolan Suciu (1968). „Dicționar istoric al localităților din Transilvania (literele O-Z)” (PDF). Accesat în 14 martie 2024.